# Bauernhaus Hellerstraße 11 (Radebeul)
Das Bauernhaus Hellerstraße 11 steht im Ursprungsstadtteil Alt-Radebeul der sächsischen Stadt Radebeul. Es wurde 1866/1867 durch den Lößnitz-Baumeister Moritz Ziller erweitert.

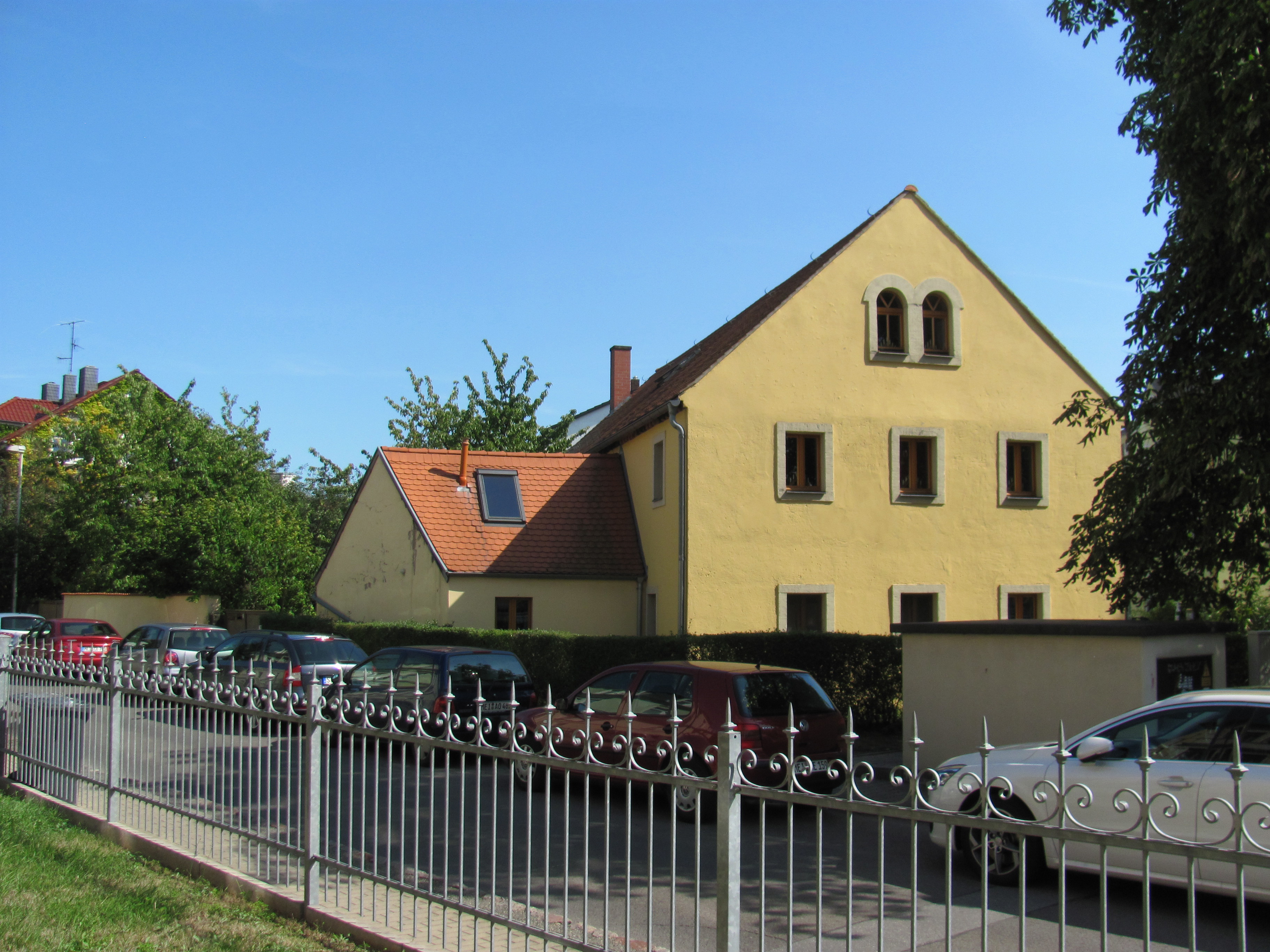
Giebelseite zum Albertplatz

## Beschreibung

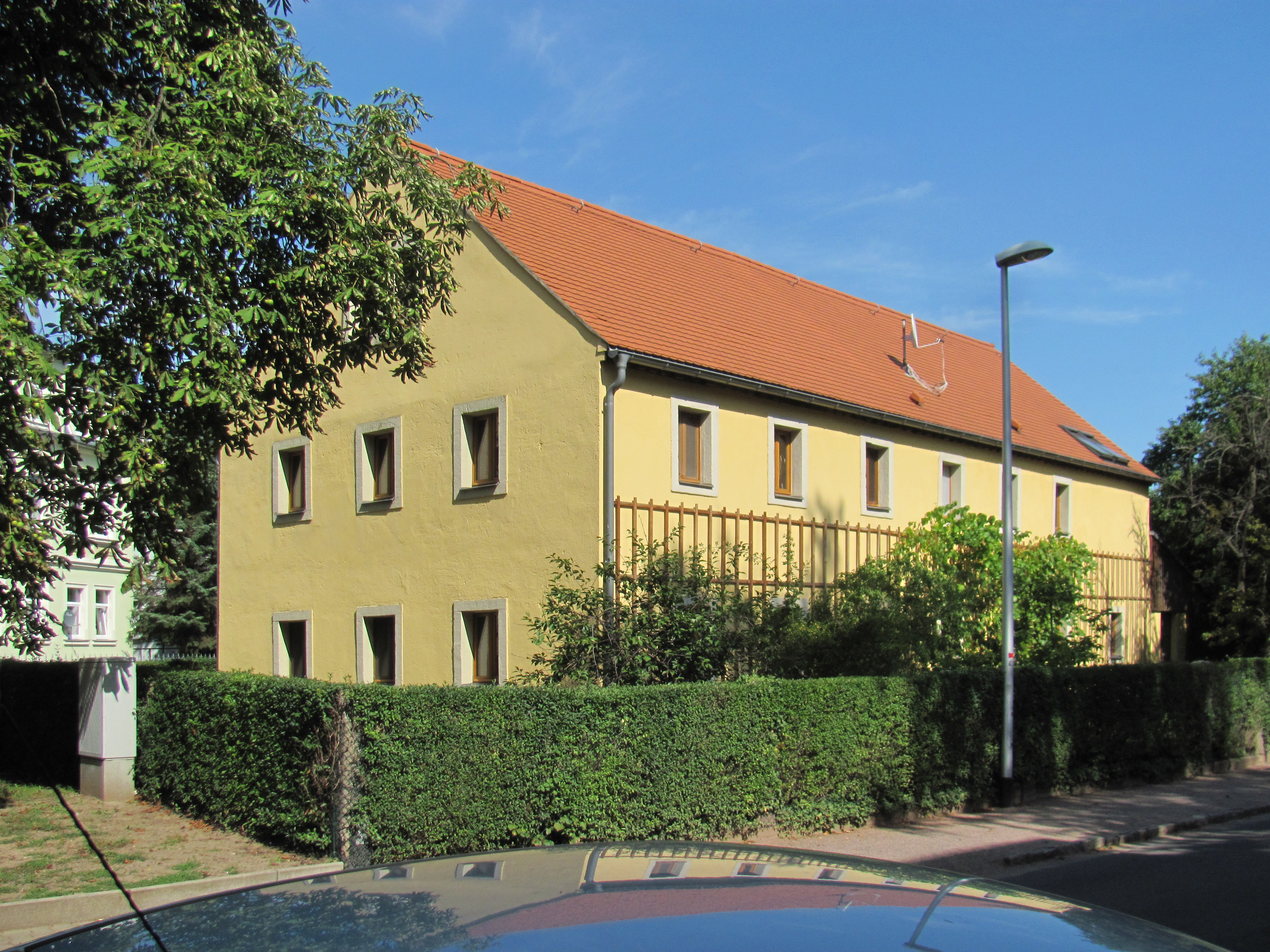
Ansicht in der Wichernstraße

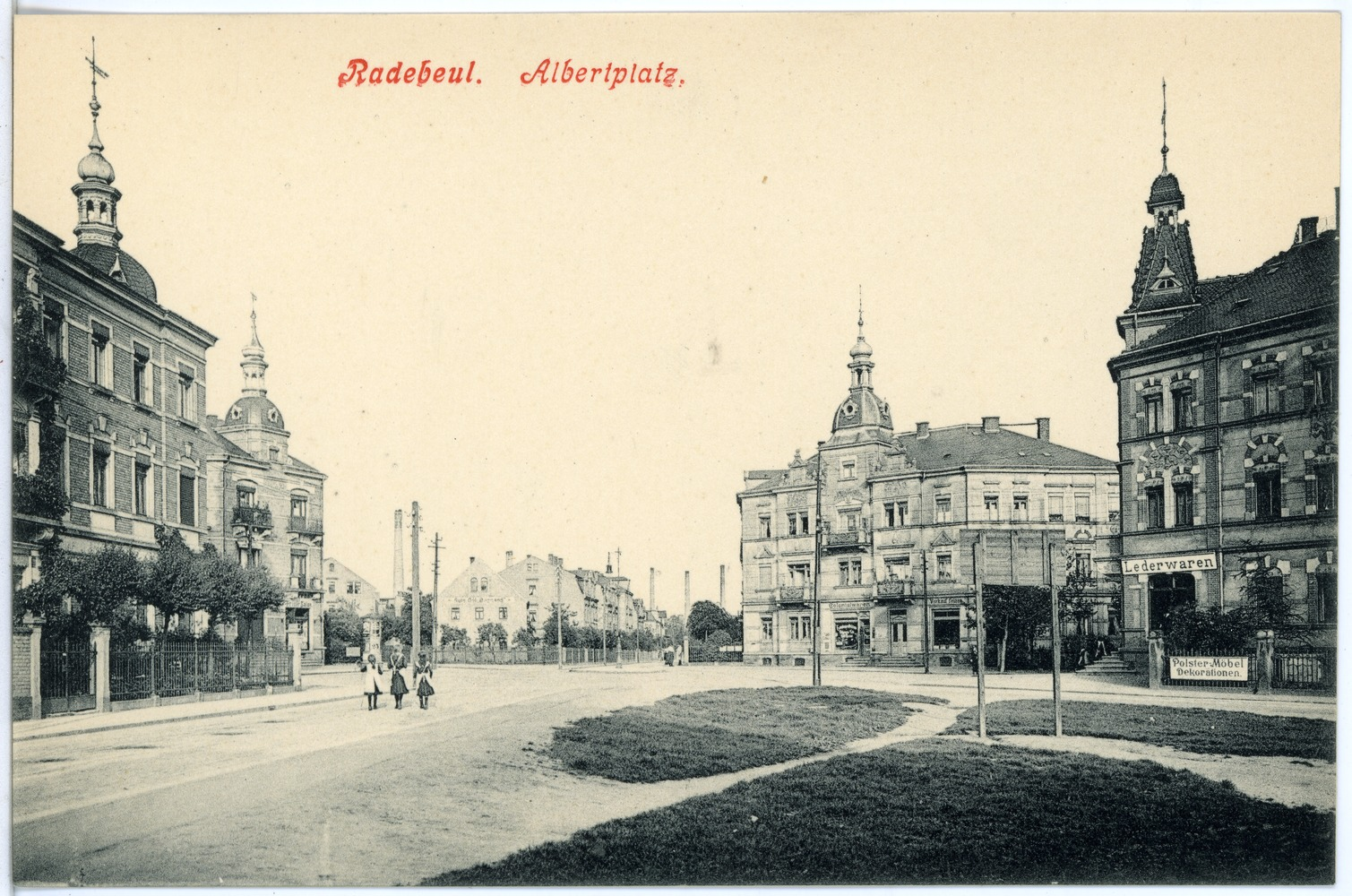
Bauernhaus am Albertplatz (1914)

Das zweigeschossige, unter Denkmalschutz stehende ehemalige Bauernhaus steht auf einem Eckgrundstück zur Wichernstraße, giebelständig etwas zurückgesetzt direkt zum Albertplatz. Das sieben zu drei Fensterachsen große Wohnhaus ist verputzt, obenauf sitzt ein Satteldach. Im Giebel darunter befindet sich ein rundbogiges Koppelfenster. Alle Fenster werden durch Sandsteingewände eingefasst.
In der Traufseite zur Hellerstraße steht ein niedriger eingeschossiger Anbau, zur Straße abgeschrägt.

## Geschichte
Das Bauernhaus wurde in der ersten Hälfte des 19. Jahrhunderts errichtet. Im Dezember 1866 beantragte der Eigentümer Johann Gottlieb Kirstein die Erweiterung durch einen Anbau, die in der Folgezeit durch den Baumeister Moritz Ziller ausgeführt wurde.
Im Jahr 1927 bestanden Pläne des Architekten Max Czopka, das Grundstück direkt am Albertplatz zu beräumen und neu zu bebauen, die sich jedoch zerschlugen. Heute ist das ehemalige Bauernhaus das einzige Überbleibsel der ehemals ländlichen Bebauung der Umgegend.